# Axel Augis
Axel Louis Augis (Courbevoie, 6 de diciembre de 1990) es un deportista francés que compite en gimnasia artística. Ganó una medalla de bronce en el Campeonato Europeo de Gimnasia Artística de 2018, en la prueba por equipos.

## Palmarés internacional
| Campeonato Europeo | Campeonato Europeo    | Campeonato Europeo | Campeonato Europeo   |
| Año                | Lugar                 | Medalla            | Prueba               |
| ------------------ | --------------------- | ------------------ | -------------------- |
| 2018               | Glasgow (Reino Unido) | Medalla de bronce  | Concurso por equipos |